# Aspitates assiniboiarius
Aspitates assiniboiarius är en fjärilsart som beskrevs av Munroe 1963. Aspitates assiniboiarius ingår i släktet Aspitates och familjen mätare. Inga underarter finns listade i Catalogue of Life.